# Naturschutzgebiet Helmeringhauser Bruch

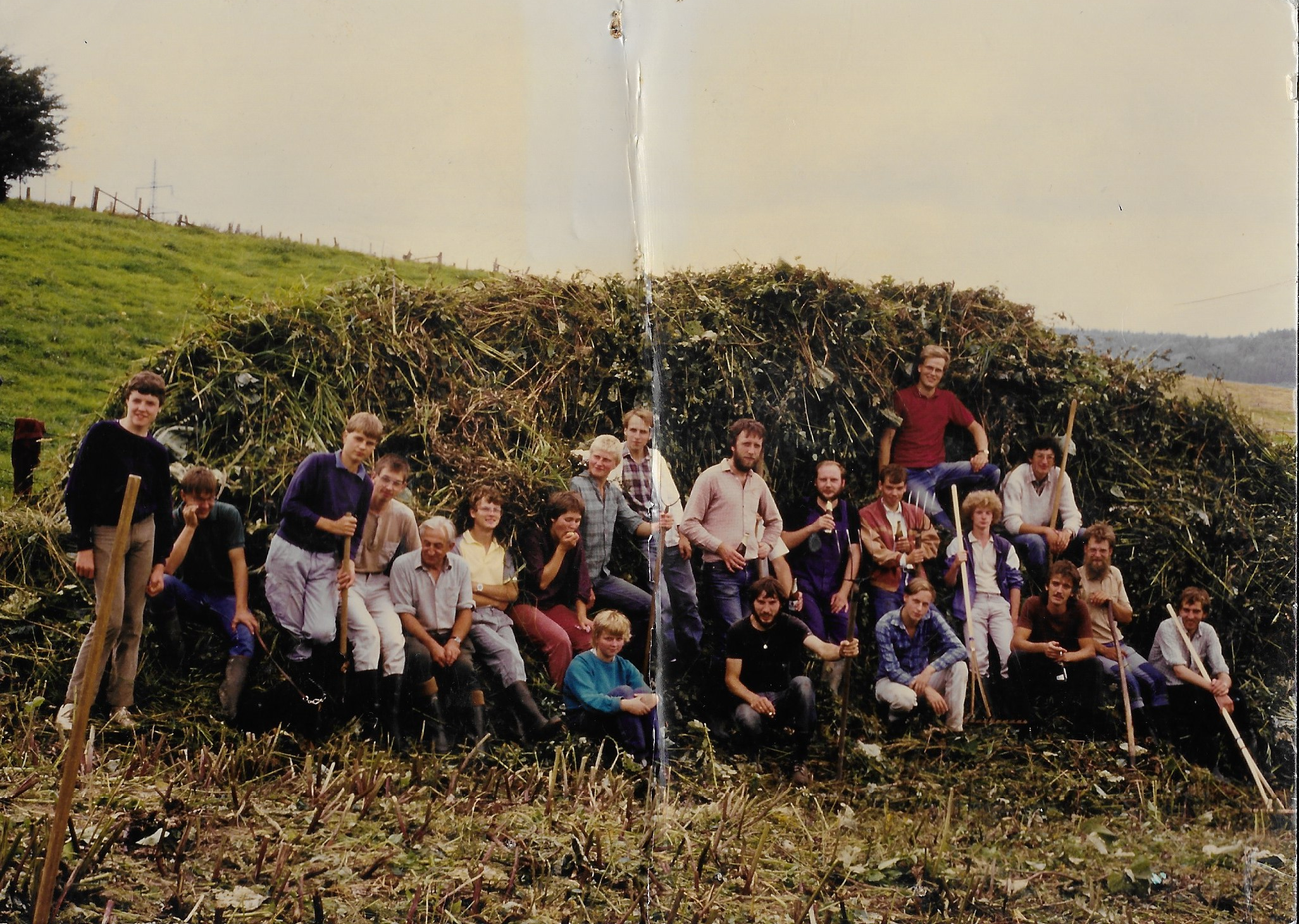
22 Mitglieder vom Verein für Natur- und Vogelschutz im Hochsauerlandkreis 1986 bei einem Arbeitseinsatz im Naturschutzgebiet Helmeringhauser Bruch

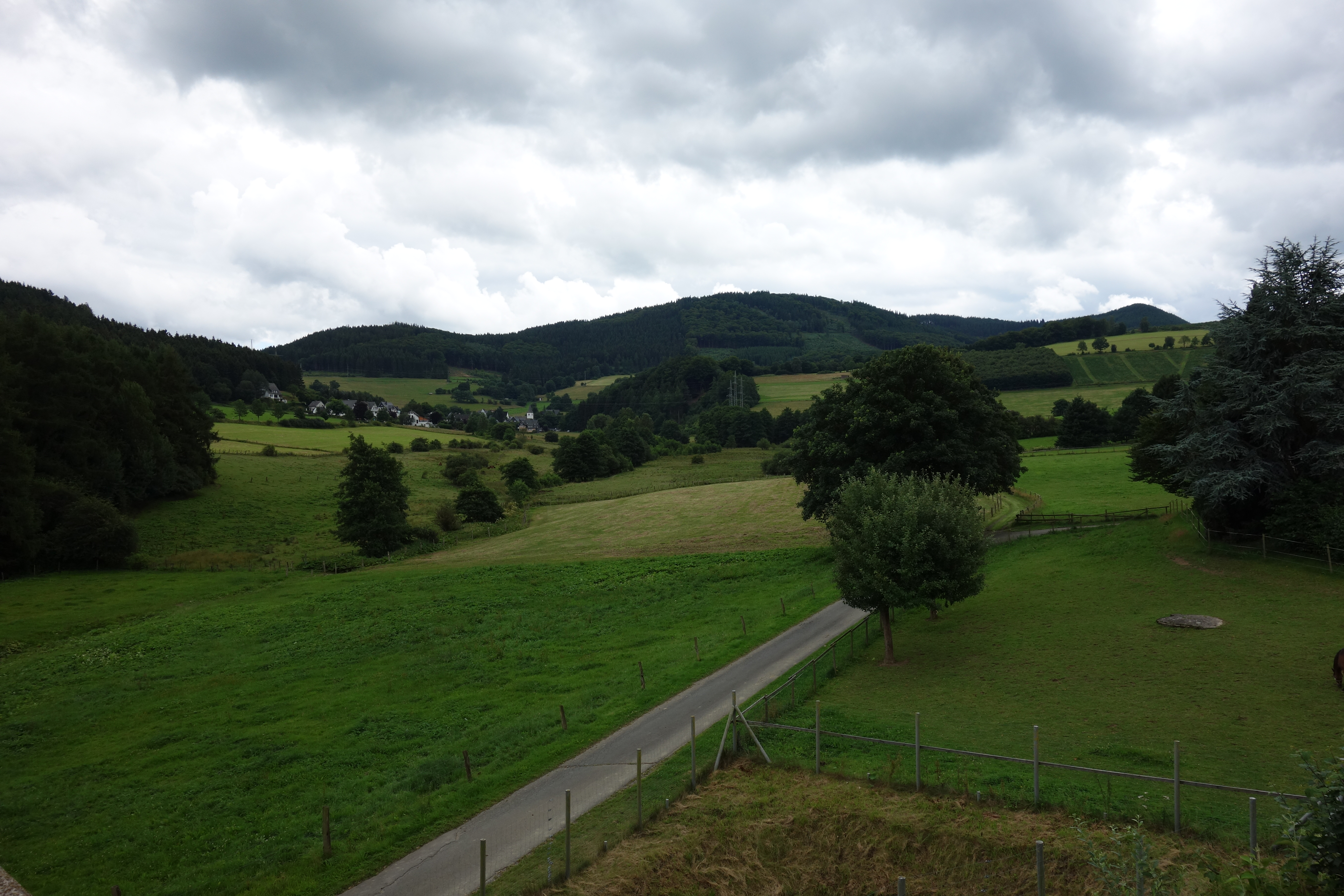
Naturschutzgebiet Helmeringhauser Bruch von Norden

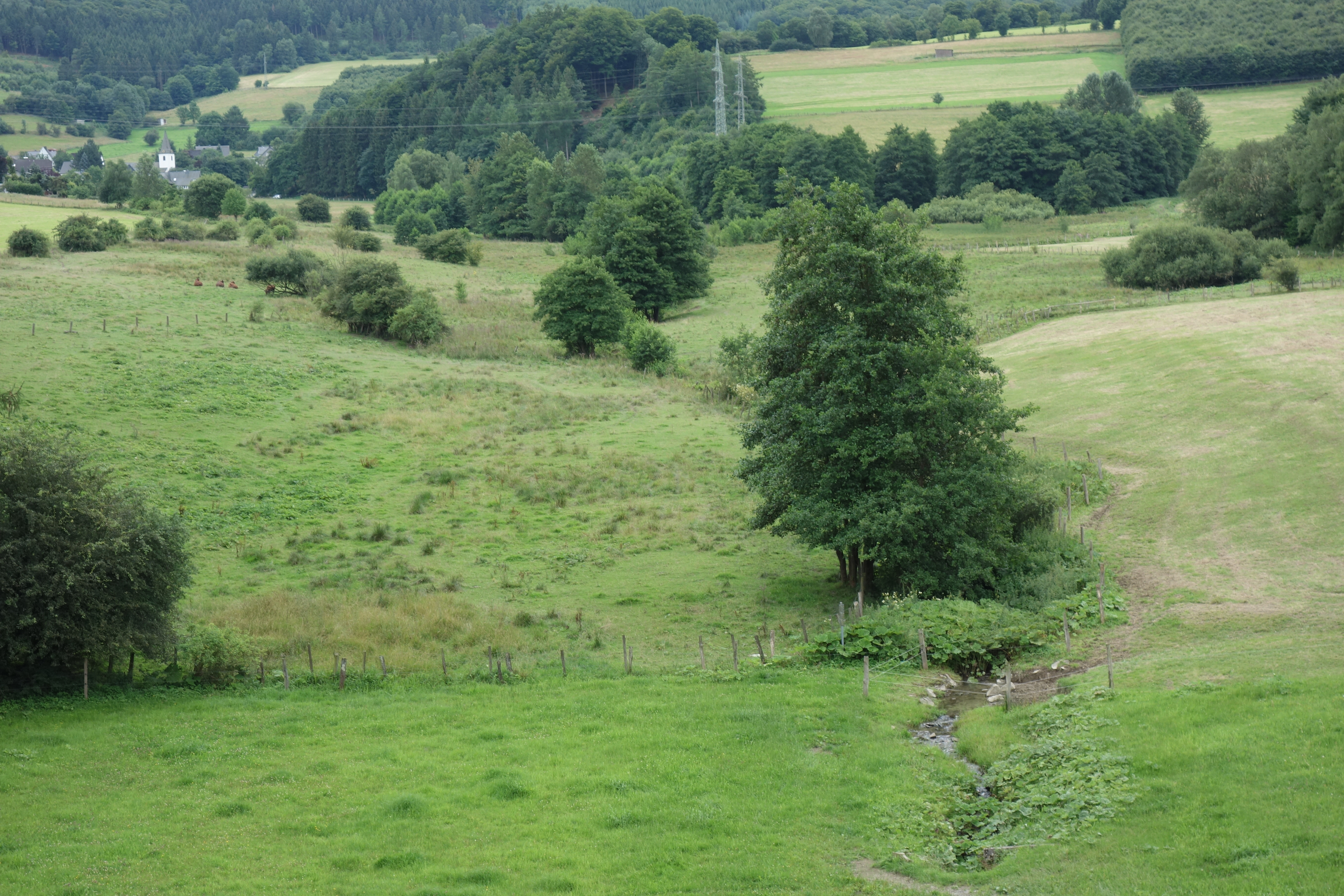
Zentrum des Naturschutzgebietes Helmeringhauser Bruch

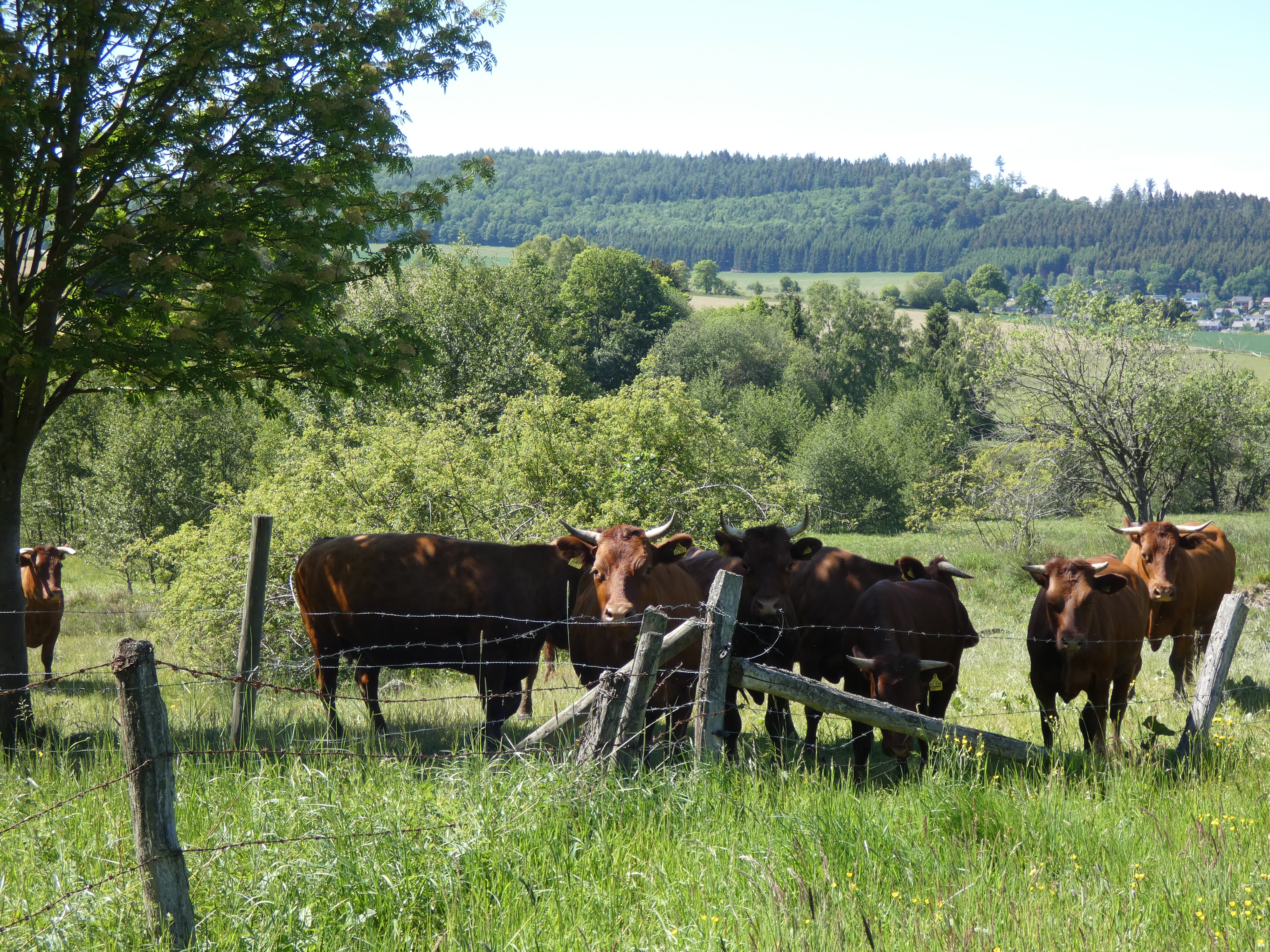
Rotes Höhenvieh im Naturschutzgebiet

Das Naturschutzgebiet Helmeringhauser Bruch mit einer Größe von 23,8 ha liegt südlich von Bigge und nördlich von Helmeringhausen im Stadtgebiet von Olsberg im Hochsauerlandkreis. Das Gebiet wurde 1987 von der Bezirksregierung Arnsberg als Naturschutzgebiet (NSG) ausgewiesen. 2004 mit dem Landschaftsplan Olsberg durch den Hochsauerlandkreis erfolgte erneut eine NSG-Ausweisung. Seit den 1980er Jahren befindet sich eine Fläche des NSG im Besitz des Vereins für Natur- und Vogelschutz im Hochsauerlandkreis (VNV).

## Gebietsbeschreibung
Beim NSG handelt es sich um den Helmeringhauser Bruch mit Grünland und einem kleinen angepflanzten Erlenwald. Im Grünland gibt es Feucht- und Nassgrünland. Der Großteil des NSG wird als Weidegrünland genutzt. Teile vom Grünland sind brach gefallen. Auf den Weiden stehen vereinzelt Sträucher und kleine Gehölze. Der bis zu 3 m breite Voßbach durchfließt von Süd nach Nord das NSG. Drei eutrophe Tümpel, von denen zwei schon stark verlandet und ohne offene Wasserfläche sind liegen nördlich des Erlenwaldes. Geringe Flächenanteile des NSG entfallen auf eine Wiese, Obstbaumbestände und eine ausgedehnte Pestwurz-Hochstaudenflur mit einzelnen Erlen und Obstbäumen.
Das Fachinformationssystem des Landesamtes für Natur, Umwelt und Verbraucherschutz Nordrhein-Westfalen führt zum NSG aus: „Wertbestimmend sind der naturnahe Bach sowie das Mosaik aus verschiedenen Nass- und Feuchtgrünlandbeständen im Kernbereich. Hier kommen gefährdete Pflanzengesellschaften vor. Der Biotopkomplex aus Gewässern, Weidegrünland verschiedener Feuchtestufen sowie bodenständigen Gehölzen in einem offenen Bachtal ist hoch repräsentativ und besonders schützenswert im Sinne der Schutzzielkonzeption für den Naturraum. Beeinträchtigend wirkt die zu intensive Grünlandbewirtschaftung in den Randbereichen des NSG und eine zunehmende Eutrophierung. Vegetationskundlich wertvoll ist die orchideenreiche Waldbinsenwiese.“

## Tier- und Pflanzenarten im NSG
Im NSG kommen seltene Tier- und Pflanzenarten vor.
Auswahl vom Landesamt für Natur, Umwelt und Verbraucherschutz Nordrhein-Westfalen dokumentierter Brutvogelarten im Gebiet: Feldhase, Frühe Adonislibelle, Gartengrasmücke, Grasfrosch und Hufeisen-Azurjungfer. 
Auswahl vom Landesamt dokumentierter Pflanzenarten im Gebiet: Bachbunge, Bitteres Schaumkraut, Breitblättriger Rohrkolben, Breitblättriges Knabenkraut, Brennender Hahnenfuß, Echtes Mädesüß, Gänseblümchen, Gelbe Schwertlilie, Gewöhnliche Pestwurz, Gewöhnlicher Blutweiderich, Gewöhnlicher Gilbweiderich, Gewöhnlicher Froschlöffel, Gewimpertes Kreuzlabkraut, Hain-Vergissmeinnicht, Kuckucks-Lichtnelke, Quendel-Ehrenpreis, Schlangen-Knöterich, Sparriges Kranzmoos, Spitzlappiger Frauenmantel, Sumpf-Dotterblume, Sumpf-Labkraut, Sumpf-Pippau, Sumpf-Schachtelhalm, Sumpf-Vergissmeinnicht, Teich-Schachtelhalm, Vogel-Wicke, Wiesen-Kerbel.

## Schutzzweck
Im NSG soll der dortige Bruch geschützt werden. Wie bei allen Naturschutzgebieten in Deutschland wurde in der Schutzausweisung darauf hingewiesen, dass das Gebiet „wegen der Seltenheit, besonderen Eigenart und Schönheit des Gebietes“ zum Naturschutzgebiet wurde.